# Chlopsis apterus
Chlopsis apterus is een  straalvinnige vissensoort uit de familie van valse murenen (Chlopsidae). De wetenschappelijke naam van de soort is voor het eerst geldig gepubliceerd in 1938 door Beebe & Tee-Van.
De soort staat op de Rode Lijst van de IUCN als niet bedreigd, beoordelingsjaar 2007.